# Stößen
Stößen é um município da Alemanha, situado no distrito de Burgenlandkreis, no estado de Saxônia-Anhalt. Tem 7,29 km² de área, e sua população em 2019 foi estimada em 916 habitantes.